# Оуктаун (Індіана)
Оуктаун (англ. Oaktown) — місто (англ. town) в США, в окрузі Нокс штату Індіана. Населення — 581 особа (2020).

## Географія
Оуктаун розташований за координатами 38°52′18″ пн. ш. 87°26′28″ зх. д. / 38.87167° пн. ш. 87.44111° зх. д. (38.871675, -87.441164).  За даними Бюро перепису населення США в 2010 році місто мало площу 0,71 км², уся площа — суходіл.

## Демографія
Згідно з переписом 2010 року, у місті мешкало 608 осіб у 256 домогосподарствах у складі 154 родин. Густота населення становила 862 особи/км².  Було 292 помешкання (414/км²).
Расовий склад населення:
| - 98,0 % — білих - 0,7 % — чорних або афроамериканців - 0,5 % — азіатів |

До двох чи більше рас належало 0,8 %. Частка іспаномовних становила 2,3 % від усіх жителів.
За віковим діапазоном населення розподілялося таким чином: 20,6 % — особи молодші 18 років, 57,4 % — особи у віці 18—64 років, 22,0 % — особи у віці 65 років та старші. Медіана віку мешканця становила 42,7 року. На 100 осіб жіночої статі у місті припадало 82,0 чоловіків;  на 100 жінок у віці від 18 років та старших — 78,2 чоловіків також старших 18 років.
Середній дохід на одне домашнє господарство  становив 43 774 долари США (медіана — 37 574), а середній дохід на одну сім'ю — 59 527 доларів (медіана — 53 281). Медіана доходів становила 33 250 доларів для чоловіків та 28 929 доларів для жінок. За межею бідності перебувало 17,5 % осіб, у тому числі 26,5 % дітей у віці до 18 років та 30,2 % осіб у віці 65 років та старших.
Цивільне працевлаштоване населення становило 323 особи. Основні галузі зайнятості: освіта, охорона здоров'я та соціальна допомога — 27,2 %, виробництво — 19,2 %, роздрібна торгівля — 11,8 %, сільське господарство, лісництво, риболовля — 8,4 %.